# Конрад, Сара (сноубордистка)
Сара Конрад (англ. Sarah Conrad; род. 9 марта 1985, Галифакс) — канадская сноубордистка, участница олимпийских игр 2006 и 2010 годов. Призёр этапов кубка мира по сноуборду в хафпайпе.

## Биография
Мать Сары, Гинни, занималась хоккеем на траве и принимала участие в Канадских играх, а затем тренировала команду. В 2006 году Сара Конрад стала спортсменом года в Новой Шотландии, Она увлекается любыми видами спорта на доске.

## Спортивная карьера
В сезоне 2003/04 года ей впервые удалось финишировать 4-й на этапах Кубка мира, однако в следующем сезоне лучшим результатом было только 12-е место в Уистлере. В сезоне 2007/08 в день своего рождения ей удалось завоевать первый подиум в карьере. Она стала второй на этапе в Стоунхеме (Канада). Ещё один подиум ей покорился в Валмаленко (Италия) 2 апреля 2009 года.
В 2009 году стала победительницей национального первенства. Дважды принимала участие в чемпионатах мира, став 14-й в 2007 году и 12-й в 2009 году. На олимпийских играх Сара Конрад дебютировала в 2006 году, где стала 15-й. На домашней олимпиаде Конрад стала 18-й.